# Феліпе Гонсалес
Феліпе Гонсалес Маркес (ісп. Felipe González Márquez; нар. 5 березня 1942, Севілья, Андалусія, Іспанія) — іспанський державний і політичний діяч, прем'єр-міністр Іспанії з 1982 по 1996.

## Біографія
Народився в Севільї в родині з середнім достатком.
У 1965 здобув освіту в Севільському університеті, в якому закінчив юридичний факультет.
Довгий час працював адвокатом, захищаючи права робітників. На одному з процесів йому довелося захищати Ніколаса Редондо (ісп. Nicolás Redondo), який згодом відмовився балотуватися на пост генсека ІСРП, на користь Гонсалеса і присвятив себе профспілковій роботі, ставши президентом найбільшого профспілкового об'єднання Іспанії — Загального союзу трудящих. Вже після приходу соціалістів до влади ці тісні стосунки будуть зіпсовані першими загальними страйками у демократичній Іспанії.
У 1964 вступає в ІСРП, яка перебувала в той час в підпіллі, і швидко починає виходити на провідні позиції в партії.
У 1970 на конгресі в Тулузі він обирається членом виконкому партії, але через три роки подає у відставку з цієї посади через розбіжності з генеральним секретарем Родольфо Льопісом (ісп. Rodolfo Llopis).
На партійному конгресі в 1974 у французькому місті Сюрен стає генеральним секретарем партії, замінивши на цьому посту Льопіса. Став представником нового покоління політиків-реформаторів серед іспанських соціалістів. Відома його фраза у вигляді ультиматуму своєї партії: «марксизм або я».
У 1979 році ІСРП під його тиском остаточно відмовилася від марксистської ідеології.
У 1977 році на перших демократичних виборах в країні отримує мандат депутата Конгресу і стає лідером основної опозиційної партії, привівши її до перемоги на виборах в 1982 з абсолютною більшістю голосів.
Стає головою Уряду Іспанії, і займає цю посаду з 2 грудня 1982 з 5 травня 1996. На виборах в 1986 році ІСРП, повторила свій успіх, а в 1989 році соціалістам не вистачило одного депутата, щоб домогтися третьої перемоги поспіль з абсолютною більшістю голосів на загальних виборах.
За 14 років, протягом яких очолював уряд, в Іспанії були проведені реформи, що дозволили їй стати високорозвиненою країною. Однак багато рішень були досить спірними. Перебуваючи в опозиції, він виступав проти участі Іспанії у НАТО, але потім сприяв її вступу в цю організацію в 1986 році. Він підтримав війну в Перській затоці в 1991 році, відправивши туди контингент іспанських військовослужбовців і надавши іспанські аеродроми для американських бомбардувальників, що бомбили Ірак. Експропріація великого промислового холдингу «Rumasa» також є одним із найбільш критикованих рішень Гонсалеса.
В той же період Іспанія вступила в ЄС (1986), провела Олімпійські ігри в Барселоні (1992), Всесвітню виставку в Севільї (1992), що підняло її авторитет на міжнародній арені. В країні значно підвищився рівень життя. У той же час скандали, пов'язані з корупцією, підірвали популярність Гонсалеса та його партії серед населення. У 1993 році ІСРП знову перемогла на виборах, хоча вже не отримала абсолютної більшості. Вирішальним ударом по престижу соціалістів, що призвів їх до поразки на виборах у 1996 році, стала поява на світ інформації про боротьбу держави, таємну і поза рамками закону, проти тероризму баскських сепаратистів. Через рік після поразки соціалістів на виборах, 20 червня 1997 Феліпе Гонсалес залишив посаду голови партії.
14 грудня 2007 глави держав та урядів країн ЄС на форумі у Брюсселі вибрали Феліпе Гонсалеса головою групи реагування, або «Комітету мудреців».